# Staurodiscus arcuatus
Staurodiscus arcuatus är en nässeldjursart som beskrevs av Ernst Haeckel 1879. Staurodiscus arcuatus ingår i släktet Staurodiscus och familjen Hebellidae. Inga underarter finns listade i Catalogue of Life.